# Acid 4-chloromercuribenzoic
Acid 4-chloromercuribenzoic (axit para-chloromercuribenzoic, còn được viết tắt là PCMB), công thức phân tử là {\displaystyle {\ce {ClHgC6H4COOH}}} là một hợp chất hữu cơ của thủy ngân được sử dụng như một chất ức chế protease, đặc biệt là trong các ứng dụng sinh học phân tử.
Acid này phản ứng với các nhóm thiol trong protein và do đó là chất ức chế các enzym phụ thuộc vào khả năng phản ứng của thiol, bao gồm các cysteine protease như papain và acetylcholinesterase. Do khả năng phản ứng này với thiol, PCMB cũng được sử dụng trong định lượng chuẩn độ các nhóm thiol trong protein.